# Турчин, Василий Фёдорович
Василий Фёдорович Турчин (1922—1980) — младший лейтенант Рабоче-крестьянской Красной Армии, участник Великой Отечественной войны, Герой Советского Союза (1945).

## Биография
Василий Турчин родился 5 июля 1922 года в селе Новая Прага (ныне — Александрийский район Кировоградской области Украины). После окончания девяти классов школы работал в колхозе. В 1941 году Турчин был призван на службу в Рабоче-крестьянскую Красную Армию. С ноября того же года — на фронтах Великой Отечественной войны.
К апрелю 1945 года гвардии сержант Василий Турчин командовал пулемётным расчётом 12-го гвардейского кавалерийского полка 3-й гвардейской кавалерийской дивизии 2-го гвардейского кавалерийского корпуса 1-го Белорусского фронта. Отличился во время штурма Берлина. 22 апреля 1945 года расчёт Турчина переправился через Шпрее и своим огнём поддержал действия основных сил, нанеся противнику большие потери.
Указом Президиума Верховного Совета СССР от 31 мая 1945 года гвардии сержант Василий Турчин был удостоен высокого звания Героя Советского Союза с вручением ордена Ленина и медали «Золотая Звезда».
В 1946 году Турчин окончил курсы младших лейтенантов. В том же году он был уволен в запас. Проживал и работал в Калининграде. Скончался 3 ноября 1980 года.
Был также награждён орденом Красной Звезды и рядом медалей.